# Xã Isbel, Quận Scott, Kansas
Xã Isbel (tiếng Anh: Isbel Township) là một xã thuộc quận Scott, tiểu bang Kansas, Hoa Kỳ. Năm 2010, dân số của xã này là 97 người.